# Manuel Pedro Pacavira
Manuel Pedro Pacavira "Pacassa" (Golungo Alto, 14 de outubro de 1939 — Lisboa, 12 de setembro de 2016) foi um sociológo, diplomata, escritor e político angolano.

## Biografia
Pacavira nasceu no Golungo Alto, província do Cuanza Norte, Angola, a 14 de outubro de 1939. Seus pais eram Manuel Pacavira e Joana Manuel Faustino Pacavira.
Fez os seus estudos primários na Escola da Missão Evangélica de Matete, no Golungo Alto, entre 1948 e 1954. Os estudos secundários foram feitos no Colégio da Casa das Beiras, entre 1955 e 1959, em Luanda. Licenciou-se em ciências sociais pela Escola Superior do Partido Comunista de Cuba Ñico López, em Havana, Cuba.

### Carreira política e diplomática
Esteve ligado aos primeiros momentos de existência do Movimento Popular de Libertação de Angola (MPLA), liderando ações operacionais do nascente partido, já nos primeiros meses de 1957, com Ilídio Machado, Joaquim Pinto de Andrade e Adriano Sebastião Kiwima. Fundou o Movimento para a Independência Nacional de Angola (MINA) em 1958 com outros nacionalistas. Quando Ilídio Machado foi preso, Pacavira e Joaquim de Andrade permaneceram em Angola coordenando as atividades do MPLA que ainda contava com poucos militantes, enquanto que Viriato Clemente da Cruz e Mário Pinto de Andrade organizavam os escritórios do partido no exterior.
Em junho de 1960, juntamente com Agostinho Neto e Joaquim de Andrade, foi preso pela pela Polícia Internacional e de Defesa do Estado (PIDE) em Luanda por suas atividades políticas no MPLA. Posto em liberdade em março de 1967, em setembro do mesmo ano foi preso novamente, e em meados de 1969 foi deportado para o Campo de Concentração do Tarrafal, onde permaneceu até ao dia 5 de maio de 1974. No Tarrafal, sob a orientação de António Jacinto e Luandino Vieira, começou a escrever poemas e poesias.
Tornou-se o primeiro ocupante do cargo de Ministro dos Transportes da história de Angola independente, atuando de 1976 a 1978. Em 1978 foi nomeado Ministro da Agricultura, função que ocupou até 1981. No período foi condecorado pela FAO pela criação das condições materiais e sociais para o combate à fome em Angola. Tornou-se Director Nacional dos Portos e Caminhos de Ferro de Angola.
Foi nomeado Embaixador de Angola junto da República de Cuba, alternando com a República da Nicarágua, México e Guiana (1985-1988). Ele sucedeu Elísio de Figueiredo como representante permanente de Angola na Organização das Nações Unidas em 1988, servindo até 1991.
Foi embaixador de Angola na Itália, na Organização das Nações Unidas para Alimentação e Agricultura (FAO), no Fundo Internacional de Desenvolvimento Agrícola (FIDA) e no Programa Alimentar Mundial.

### Carreira literária
Publicou os livros "Mingota", "Gentes do Mato" e "José Eduardo dos Santos - Uma Vida Devotada à Pátria". Chegou a ser laureado com o Grande Premio Nacional de Arte e Cultura, em 2013, na categoria de Literatura.

## Morte
Faleceu em Lisboa no dia 12 de setembro de 2016.